# 乌有之地
《乌有之地》（：／，另译《荒野》）是2024年上映的韩国动作片，由《屍速列車》《獵首密令》《犯罪都市》等多部电影的动作指导许明行执导，馬東石、李熙俊、李濬榮、盧正義及安芝慧主演，Netflix于2024年1月26日独家上线。

## 剧情概要
影片讲述在变成废墟的世界，生活在只靠力量支配的无法天地里人们为了生存展开最后的殊死搏斗。

## 演员阵容
- 馬東石 饰演 南山，荒野猎人。
- 李熙俊 饰演 梁基秀，在被毁灭的世界里唯一生存下来的医生。[7]
- 李濬榮 饰演 崔知关，与南山一起狩猎的伙伴。[7]
- 盧正義 饰演 韓秀娜，废墟中生存下来的少女。[7]
- 安芝慧 饰演 李恩護，隶属特种部队的中士，和南山一起对抗来历不明的敌人。[7][8]
- 宋彩彬 饰演 梁素鳶，梁基秀的女儿。[9]
- 朴智勋 饰演 权上士
- 張榮男 饰演 老师
- 朴孝俊 饰演 老虎
- 成秉淑 饰演 妍秀
- 鄭英珠 饰演 福夫人
- 李涵珠 饰演 李周芮
- 朴尚勋 饰演 崔室长
- 安成奉 饰演 吴室长
- 郑基燮 饰演 珠艺的父亲
- 金英善 饰演 珠艺的母亲
- 申信范 饰演 西边的老爷爷
- 盛日 饰演 西边的父亲
- 洪仪珠 饰演 西边的母亲[10]
- 崔东九 饰演 银八[11]
- 李正洙 饰演 警服男子
- 郭振硕 饰演 项链男子
- 郑道元 饰演 纹身男子
- 李成宇 饰演 赵丰基
- 刘淡妍 饰演 金学勇的母亲
- 白胜哲 饰演 净水厂中年男子
- 元春圭 饰演 基秀发现的居民
- 金英雅 饰演 高级研究员
- 吉恩星 饰演 净水厂分队长

## 制作

### 发展
2022年年初，媒体报道馬東石、李濬榮、盧正義与李熙俊有望出演动作指导出身的许明行执导的反乌托邦动作片《荒野》（황야），此前暂名《混凝土乌托邦2》（콘크리트 유토피아2）与《混凝土王国》（콘크리트 킹덤），该片与李炳憲、朴敘俊主演的电影《混凝土乌托邦》共享同一世界观，时间线设定在《混凝土乌托邦》的世界观之后，描述大地震过后的荒废世界。网络剧集《Amanza》《身价》的编剧郭在民为该片撰写剧本。

### 拍摄
主体拍摄于2022年3月开始，于韩国全罗北道金堤市拍摄，总共耗时3个月，于同年5月下旬杀青。

## 发行
2023年11月2日宣布该片由Netflix独家上线；2024年1月2日发布首款预告海报与预告片，宣布于1月26日全球上线。